# Hildur Arntzen
Hildur Arntzen (Christiania, 29 juni 1888-13 januari 1957) was een Noors zangeres.

## Achtergrond
Ze werd als oudste van (minstens) vijf kinderen geboren binnen het gezin van de militair Axel Gottlieb Arntzen (1863-1957) en Caspara Ovidia Andersen Askestad (1863-1943). Ze was van 1918 tot 1939 de eerste vrouw van dichter Arnulf Øverland, die nog twee keer zou hertrouwen.

## Muziek
Ze kreeg haar muzikale opleiding van Ida Basilier-Magelssen en Ellen Gulbranson. Tevens had ze gezongen bij John Forsell te Stockholm en Robert Kajanus te Helsinki. Een van haar eerste optredens vond plaats in 1912. Ze stond tweemaal in het Nationaltheatret, in 1929 zong ze mee in Lohengrin van Richard Wagner en in 1938 zong ze in Le nozze di Figaro van Wolfgang Amadeus Mozart.
In de late jaren tien was ze op het witte doek te bewonderen in de films Paria (1916), Unge hjerter van Peter Lykke-Seest (1917) en Lodsens datter (1918).

## Enkele concerten
- 5 februari 1914: concert in Calmeyergadens Missionshus in Oslo met Kitty Berg, Wilhelm Buch, Betzy Sørensen, Hanna Grønneberg Moe met onder meer de Kerstkantate van Josef Petz voor een dameskoor (150 vrouw), duet met harmonium, piano en declamatie;
- 26 september 1920: Aula van de Universiteit van Oslo onder leiding van Ignaz Neumark met de voorloper van het Oslo Filharmoniske Orkester, waar ze de Ballade Jane Grey van Gerhard Schjelderup zong.